# Йохана Катарина фон Монфор
Йохана Катарина Виктория фон Монфор (на немски: Johanna Katharina Viktoria von Montfort; * 9 октомври 1678; † 26 януари 1759, Зигмаринген) е графиня от Монфор-Тетнанг и чрез женитба княгиня и регентка на Хоенцолерн-Зигмаринген.

## Живот
Тя е дъщеря на граф Йохан Антон I фон Монфор-Тетнанг (1635 – 1708) и съпругата му графиня Мария Викторина фон Шпаур и Флафон (1651 – 1688), дъщеря на граф Франц фон Шпаур и Флафон (1598 – 1652) и фрайин Мария Хелена фон Танберг.
Йохана Катарина се омъжва на 22 ноември 1700 г. за княз Майнрад II фон Хоенцолерн-Зигмаринген (* 1 ноември 1673; † 20 октомври 1715). Когато нейният съпруг е стациониран във Виена на австрийска служба, тя се грижи за възпитанието на децата. През 1707 г. тя бяга от испанската наследствена война с децата при нейния съпруг във Виена. След седем години те заедно се връщат обратно.
След смъртта на нейния съпруг Йохана Катарина фон Монфорт поема регентството за нейния малолетен син до 1720 г. в Хоенцолерн-Зигмаринген.
Тя умира на 26 януари 1759 г. в Зигмаринген на 80 години.

## Деца
Йохана Катарина и Майнрад II фон Хоенцолерн-Зигмаринген имат децата:
- Йозеф Фридрих Ернст (24 май 1702 – 8 декември 1769), княз на Хоенцолерн-Зигмаринген

∞ 1. 1722 принцеса Мария фон Йотинген-Шпилберг (1703 – 1737)
∞ 2. 1738 графиня Юдит фон Клозен (1718 – 1743)
∞ 3. 1743 графиня Мария Терезия фон Валдбург-Траухбург (1696 – 1761)
- Франц Вилхелм (1704 – 1737), граф на Хоенцолерн-Берг 1712 г.

∞ 1724 графиня Мария Катарина фон Валдбург цу Цайл и Траухбург (1702 – 1739)
- Мария Анна Елизабет (30 септември 1707 – 12 февруари 1783, Бухау)
- Карл Волфганг Лудвиг Антон (31 октомври 1708 – 13 декември 1709)